# Музей современного искусства (Фуншал)
Музей современного искусства в Фуншале (порт. Museu de Arte Contemporânea do Funchal, MACFunchal) — бывшая художественная галерея в городе Фуншал (автономный регион Мадейра), открытая в 1992 году и располагавшаяся на территории в крепости Сан-Тьягу-ду-Фуншал (Fortaleza de São Tiago do Funchal). В октябре 2015 года музей изменил своё название на «Музей современного искусства Мадейры» (порт. Museu de Arte Contemporânea da Madeira, Mudas) и переехал в новое здание культурного центра «Centro das Artes — Casa das Mudas», расположенное в западном муниципалитете Кальета — в 30 минутах езды от Фуншала.

## История и описание
Музей современного искусства в Фуншале был основан на городской коллекции современного искусства, собиравшейся муниципальными властями в связи с присуждением ими премии в области пластических искусств «Prémio de Artes Plásticas da Cidade do Funchal» с 1966 года. В 1967 году художественный музей «Quinta das Cruzes» создал отдел современного искусства, который первоначально был расположен во временных помещениях в региональном управлении по делам культуры. Позднее коллекция, основу которой составляли работы португальских авторов, была перевезена в особняк «Quinta Magnólia».
В июле 1992 года музей получил собственные помещения в крепости Форталеза-де-Сан-Тьягу, позволившие расширить коллекцию и начать сотрудничество с другими организациями, занятыми в области современного искусства. В новом здании проводились образовательные программы и культурно-развлекательные мероприятия, в рамках которых музей пытался вызвать интерес к современному искусству у различной аудитории: как жителей острова, так и туристов.